# Jorge Eduardo Acosta
Jorge Eduardo Acosta (* 27. Mai 1941), alias „el Tigre“ („Der Tiger“) ist ein ehemaliger argentinischer Korvettenkapitän und Leiter der Grupo de Tareas 3.3.2 der ESMA, dem Konzentrationslager und Folterzentrum während der Zeit der argentinischen Militärdiktatur und des schmutzigen Krieges. 
Er soll zu den Hauptverantwortlichen für Folter und das Inauftraggeben staatlicher Morde zählen. Für die Ermordung der französischen Nonnen Léonie Duquet und Alice Domon und der Oppositionellen Azucena Villaflor, Esther Ballestrino und María Ponce soll er persönlich verantwortlich gewesen sein. Ebenso für die Ermordung des schwedisch-argentinischen Teenagers Dagmar Hagelin. Er ist persönlich wegen 80 schwerer Verbrechen angeklagt.

## Leben
Jorge Acosta reiste 1981 nach Südafrika um dem Apartheid-Regime als Militärberater zu dienen. Dabei beriet er die Südafrikaner in Fragen der asymmetrischen Kriegführung. Im Jahre 1998 wurde aufgedeckt, dass er über ein geheimes Schweizer Bankkonto verfügte. Dorthin transferierte er das Geld von Oppositionellen, die während der argentinischen Militärdiktatur verschleppt und ermordet worden waren (die sogen.: Desaparecidos).
Er wurde nach dem Ende der Diktatur begnadigt durch das Ley de Obediencia Debida. Später wurde er erneut verhaftet und angeklagt, weil er an der Verschleppung zahlreicher Babys beteiligt gewesen war. Im August 2006 wurde er auch wegen Verbrechen gegen die Menschlichkeit im Zusammenhang mit dem Folterzentrum ESMA angeklagt. Mitangeklagte waren Alfredo Astiz und Adolfo Miguel Donda.
Auch in Italien wurde er wegen Verbrechen gegen italienische Staatsbürger angeklagt.
Schließlich wurde er in Argentinien am 26. Oktober 2011 zu lebenslanger Haft verurteilt.
Am 5. Juli 2012 wurde er noch einmal zu 30 Jahren Haft wegen der Entführung von Babys von Oppositionellen verurteilt.